# Доковое судно
Доковое судно или самоходный док — это специальное самоходное судно, способное погружаться и всплывать для приёма и транспортировки на своей палубе других судов и негабаритных грузов. 
Наиболее широкое применение нашли суда для перевозки специальных барж — лихтеров или ещё называемые лихтеровозами и суда для перевозки негабаритных грузов — буровых платформ, плавающих заводов и электростанций, мостов и причальных сооружений.
При погрузке негабаритного груза на полупогружное судно типа Float-on/Float-off его балластные цистерны заполняют водой и судно погружается на глубину до нескольких десятков метров. Затем после стабилизации положения судна с помощью буксиров груз крепят к палубе; надежность крепления проверяется водолазами. После этого воду из балластных цистерн откачивают, и судно с грузом всплывает.